# Camelobaetidius francischettii
Camelobaetidius francischettii is een haft uit de familie Baetidae. De wetenschappelijke naam van de soort is voor het eerst geldig gepubliceerd in 2005 door Salles, Andrade & Da-Silva.
De soort komt voor in het Neotropisch gebied.